# Медведкова
Медве́дкова (рос. Медведкова) — присілок у складі Талицького міського округу Свердловської області.
Населення — 12 осіб (2010, 13 у 2002).
Національний склад станом на 2002 рік: росіяни — 85 %.